# Старое Шайгово
Ста́рое Ша́йгово (мокш. Сире Шяйгав) — село в Республике Мордовия, административный центр Старошайговского района и Старошайговского сельского поселения. Население (2010 год) — 5185 человек, в основном мокша.

## География
Село расположено в центральной части региона, на правом берегу реки Сивинь, в 48 км (по прямой) и 62 км (по автодороге) от г. Саранска. В 28 км от железнодорожной станции Хованщина.
Средняя температура января -11,2°С, июля +19,4°С.

## История
Первое письменное упоминание о Старом Шайгове относится к 1692 году. Во 2-й половине 18 в. рядом возникло Новое Шайгово (ныне — часть Старого Шайгова). В «Списке населённых мест Пензенской губернии» (1869) Старое Шайгово — деревня казённая из 92 дворов Инсарского уезда; имелась деревянная Никольская церковь с Казанским приделом (1861). В 1889 г. была открыта церковно-приходская школа. По данным 1913 г., в селе было 387 дворов (2 702 чел.); 3 маслобойки, 6 пчельников, 9 ветряных мельниц, 3 дегтярных завода, 2 просодранки, кузница, 2 лавки, пивная, чайная, кирпичный сарай.
В 1918 г. были созданы ячейка РКП(б), 2 комитета бедноты. В 1929 г. был образован колхоз «Красный Шанхай», позднее им. Молотова и им. Кирова, с 1950-х гг. — укрупнённое хозяйство «Россия», с 1996 г. — СХПК «Рассвет», с 2001 г. — ТНВ «Колос». В 1932 г. были открыты МТС, средняя школа.
С 1928 года - центр района.

### Этимология
Название, предположительно, происходит от мокшанского слова шяй (камыш, болото, трясина), поскольку село строилось в болотистой долине на берегу реки.

## Население
| 1959  | 1970  | 1979  | 1989  | 2002  | 2010  |
| ----- | ----- | ----- | ----- | ----- | ----- |
| 3582  | ↗4417 | ↗5035 | ↗5258 | ↘5205 | ↘5185 |
| 2021  |       |       |       |       |       |
| ↘4818 |       |       |       |       |       |

## Известные уроженцы и жители
В селе родился епископ Климент (Родайкин).
Старое Шайгово — родина полного кавалера Ордена Славы В. С. Налдина, советско-партийного работника С. С. Шишканова, историков М. В. Дорожкина, Т. В. Попкова, полковника медицинской службы С. Н. Анисимова, заместителя главы Пролетарского района г. Саранска Е. Д. Гришина, заведующего хирургическим отделением Мордовской республиканской клинической больницы А. М. Дерябина, заслуженного артиста и лауреата премии Комсомола Мордовии В. М. Кудряшова, доктора экономических наук В. В. Гришина, кандидата биологических наук Е. В. Лысенкова, кандидата исторических наук А. С. Тувина, кандидата филологических наук О. И. Чудаевой.
В Старом Шайгове учился и провёл детство российский актёр театра и кино, заслуженный артист Республики Мордовия Дужников Станислав Михайлович.

## Инфраструктура
В селе действует— ДРСУ, ОАО «Агрохимремонт», АО «Агропромснаб», подстанция, предприятие ЖКХ; музей, 1 средняя и 1 начальная школа, 2 детсада, школа искусств, молодёжный центр, детский Дом творчества, Старошайговская центральная районная больница, поликлиника, районная централизованная библиотечная система им. И. М. Девина, Дом культуры, филиалы Мордовского отделения Сберегательного банка РФ и АО «Россельхозбанк», сеть торговых учреждений, центр социальной защиты населения; памятник воинам, погибшим в годы Великой Отечественной войны, церковь Казанской иконы Божией Матери, храм святого Иоанна Предтечи.